# تعليقات على الحرب الغالية
تعليقات على الحرب الغالية (باللاتينية: Commentarii de Bello Gallico) وأيضا ببساطة الحرب الغالية (باللاتينية: Bellum Gallicum) هو سجل يوليوس قيصر الشخصي عن الحروب الغالية، وكتب بمنظور الرجل الثالث. ويصف فيه قيصر المعارك والمؤامرات التي وقعت في السنوات التسع التي قضاها في محاربة الجيوش المحلية في بلاد الغال التي عارضت الهيمنة الرومانية.
«بلاد الغال» التي يشير إليها قيصر تشير إلى أحيانا إلى كل من بلاد الغال باستثناء مقاطعة غاليا نربوننسس الرومانية (إقليم بروفانس في العصر الحديث)، وتشمل بقية فرنسا الحديثة وبلجيكا وبعض سويسرا. وفي مناسبات أخرى، فيشير فقط إلى الأراضي التي تسكنها الشعوب السلتية التي عرفها الرومان باسم الغال، من بحر المانش إلى لوغدونوم (ليون).
كان العمل دعامة أساسية في تعليم اللاتينية بسبب نثره البسيط والمباشر. ويبدأ يمقولة تتكرر في العمل «بلاد الغال في مجملها مقسمة إلى ثلاثة أجزاء» Gallia est omnis divisa in partes tres. ينقسم العمل في مجمله إلى ثمانية أقسام، تتفاوت الكتب من الأول إلى الثامن متفاوتة في حجمها بين حوالي 5000 إلى 15000 كلمة. الكتاب الثامن كتبه أولوس هيرتيوس، بعد وفاة قيصر.